# Alpha Hydri
Alpha Hydri is een type F hoofdreeksster in het sterrenbeeld Kleine Waterslang (Hydrus).
De ster staat ook bekend als "Kop van Hydrus" en is vanuit de Benelux niet te zien.
Alpha Hydri dient niet verward te worden met Alpha Hydrae (Alphard).